# MTV Films
 Der er for få eller ingen kildehenvisninger i denne artikel, hvilket er et problem. Du kan hjælpe ved at angive troværdige kilder til de påstande, som fremføres i artiklen.

MTV Films er et amerikansk filmselskab, der udspringer af tv-kanalen MTV. Selskabet blev grundlagt i 1996 og har produceret film på baggrund af oprindelige MTV-programmer som fx Beavis and Butt-head Do America og Jackass: The Movie og andre. Filmene bliver udgivet af Viacoms underafdeling Paramount Pictures.
Den 21. august blev Nickelodeon Movies og MTV Films individuelle selskaber inden for Paramount Motion Pictures Group. MTV Films seneste film er Never Say Never.

## Filmografi
| Titel                           | Udgivelsesdato (USA) |
| ------------------------------- | -------------------- |
| Joe's Apartment                 | 26. juli, 1996       |
| Beavis and Butt-head Do America | 20. december, 1996   |
| Dead Man on Campus              | 21. august, 1998     |
| Varsity Blues                   | 15. januar, 1999     |
| 200 Cigarettes                  | 26. februar, 1999    |
| Election                        | 7. maj, 1999         |
| The Wood                        | 16. juli, 1999       |
| The Original Kings of Comedy    | 18. august, 2000     |
| Save the Last Dance             | 12. januar, 2001     |
| Pootie Tang                     | 29. juni, 2001       |
| Zoolander                       | 28. september, 2001  |
| Orange County                   | 11. januar, 2002     |
| Crossroads                      | 15. february, 2002   |
| Martin Lawrence Live: Runteldat | 2. august, 2002      |
| Jackass: The Movie              | 22. oktober, 2002    |
| Better Luck Tomorrow            | 11. april, 2003      |
| The Fighting Temptations        | 19. september, 2003  |
| Tupac: Resurrection             | 14. november, 2003   |
| The Perfect Score               | 30. januar, 2004     |
| Napoleon Dynamite               | 27. august, 2004     |
| Coach Carter                    | 14. januar, 2005     |
| The Longest Yard                | 27. maj, 2005        |
| Hustle & Flow                   | 22. juli, 2005       |
| Murderball                      | 22. juli, 2005       |
| Get Rich or Die Tryin'          | 9. november, 2005    |
| Æon Flux                        | 2. december , 2005   |
| Broken Bridges                  | 8. september, 2006   |
| Jackass Number Two              | 22. september, 2006  |
| Freedom Writers                 | 5. januar, 2007      |
| Blades of Glory                 | 30. marts, 2007      |
| Beneath                         | 7. august, 2007      |
| How She Move                    | 25. januar, 2008     |
| Stop-Loss                       | 28. marts, 2008      |
| The Foot Fist Way               | 30. maj, 2008        |
| Dance Flick                     | 22. maj, 2009        |
| Jackass 3D                      | 15. oktober, 2010    |
| Never Say Never                 | 11. februar, 2011    |

### Kommende film
- The Warriors (2011)
- Love (2011)
- Footloose (2011)
- The Dirt (2011)
- The Suffering (2011)
- Sweet Relief (2011)
- The Lost Girls (2011)
- The Burn of Hugo (2011)
- Who Is Helga Buuuuurp? (2012)
- V.I.B.: Very Intelligent Baby (2012)
- Have Gun–Will Travel (remake af tv-show) (2013)

## Eksterne links
- Officielle hjemmeside Arkiveret 6. januar 2007 hos  Wayback Machine